# بيان أول نوفمبر 1954
بيان أول نوفمبر 1954 یعد أول نداء جبهة التحرير الوطني الجزائرية والوثیقة الأولى التي أعلنت عن اندلاع الثورة ضد الاحتلال الفرنسي وله أھمیة تاریخیة باعتباره أول من عرّف بثورة التحرير الجزائرية، كما كان له دور بارز في حل الصراع الداخلي بالدعوة إلى التركیز على الھدف الأساسي وھو الاستقلال الوطني، إضافة إلى كونه قاعدة مرجعیة بالنسبة للثورة وبناء دولة الجزائر المستقلة، إذ یعتبر دستور الثورة على توجیه وتوحید الجزائریین على مبدأ الاستقلال والحریة وبناء الدولة الجزائریة العصریة في إطار المبادئ الإسلامیة، كما یعتبر مكمل للأھداف التي كانت ترمي إلیھا مسیرة الحركة الوطنیة.

## صياغة بيان أول نوفمبر

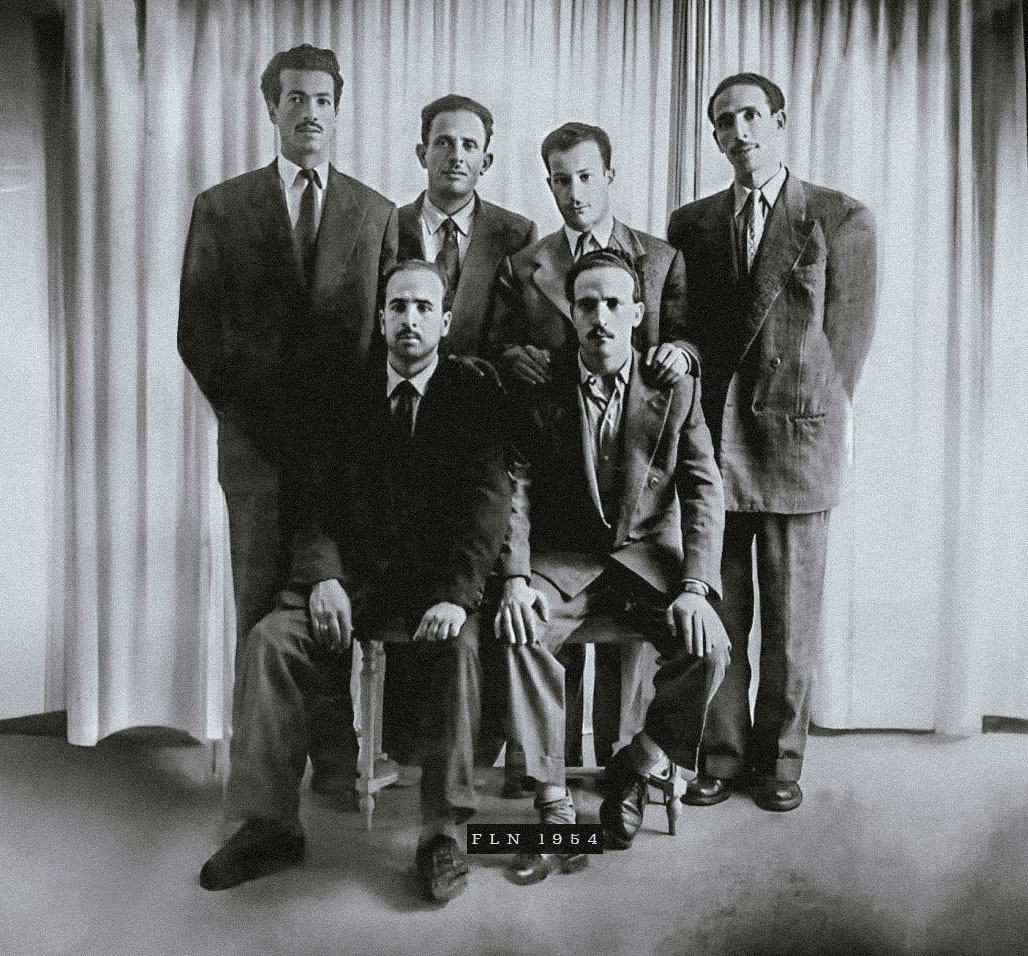
ستة من قادة جبهة التحرير الوطني في عام 1954 قبل اندلاع ”عيد جميع القديسين الأحمر“. واضعو بيان الأول من نوفمبر، محمد بوضياف وَديدوش مراد، هما الرجلان الواقفان على اليمين.

صياغة بيان أول نوفمبر كان بمشاركة الجميع من مجموعة الستة التاريخية وليس فقط شخص واحد، وتم رقنه من قبل محمد العيشاوي، لوضع الصياغة النهائية لبيان إعلان الثورة، بعد وضع خطوطه العريضة في اجتماع 10 أكتوبر 1954م الذي انعقد بالمرادية في أعالي مدينة الجزائر.

## تحليل بيان أول نوفمبر

### الهدف الرئيسي
الهدف الرئيسي: الاستقلال الوطني
وذلك بواسطة:
1. إقامة الدولة الجزائرية الديمقراطية الاجتماعية ذات السيادة ضمن إطار المبادئ الإسلامية.
2. احترام جميع الحريات الأساسية دون تمييز عرقي أو ديني.

### الأهداف الداخلية
1. التطهير السياسي بإعادة الحركة الوطنية إلى نهجها الحقيقي والقضاء على جميع مخلفات الفساد وروح الإصلاح التي كانت عاملا هاما في تخلفنا الحالي.
2. تجميع وتنظيم جميع الطاقات السليمة لدى الشعب الجزائري لتصفية النظام الاستعماري.

### الأهداف الخارجية
1. تدويل القضية الجزائرية.
2. تحقيق وحدة شمال إفريقيا في داخل إطارها الطبيعي العربي و الإسلامي. الإسلامي.
3. في إطار ميثاق الأمم المتحدة نؤكد عطفنا الفعال تجاه جميع الأمم التي تساند قضيتنا التحريرية.

## النص الكامل
هذا هو النص الكامل لبيان الفاتح نوفمبر 1954
| ” | أيها الشعب الجزائري أيها المناضلون من أجل القضية الوطنية، أنتم الذين ستصدرون حكمكم بشأننا ـ نعني الشعب بصفة عامة، والمناضلون بصفة خاصة ـ نُعلمُكم أن غرضنا من نشر هذا الإعلان هو أن نوضح لكُم الأسْباَبَ العَميقة التي دفعتنا إلى العمل، بأن نوضح لكم مشروعنا والهدف من عملنا، ومقومات وجهة نظرنا الأساسية التي دفعتنا إلى الاستقلال الوطني في إطار الشمال الإفريقي، ورغبتنا أيضا هو أن نجنبكم الالتباس الذي يمكن أن توقعكم فيه الإمبريالية وعملاؤها الإداريون وبعض محترفي السياسة الانتهازية. فنحن نعتبر قبل كل شيء أن الحركة الوطنية ـ بعد مراحل من الكفاح ـ قد أدركت مرحلة التحقيق النهائية. فإذا كان هدف أي حركة ثورية ـ في الواقع ـ هو خلق جميع الظروف الثورية للقيام بعملية تحريرية، فإننا نعتبر الشعب الجزائري في أوضاعه الداخلية متحدا حول قضية الاستقلال والعمل، أما في الأوضاع الخارجية فإن الانفراج الدولي مناسب لتسوية بعض المشاكل الثانوية التي من بينها قضيتنا التي تجد سندها الديبلوماسي وخاصة من طرف إخواننا العرب والمسلمين. إن أحداث المغرب وتونس لها دلالتها في هذا الصدد، فهي تمثل بعمق مراحل الكفاح التحرري في شمال إفريقيا. ومما يلاحظ في هذا الميدان أننا منذ مدة طويلة أول الداعين إلى الوحدة في العمل. هذه الوحدة التي لم يتح لها مع الأسف التحقيق أبدا بين الأقطار الثلاثة. إن كل واحد منها اندفع اليوم في هذا السبيل، أما نحن الذين بقينا في مؤخرة الركب فإننا نتعرض إلى مصير من تجاوزته الأحداث، وهكذا فإن حركتنا الوطنية قد وجدت نفسها محطمة، نتيجة لسنوات طويلة من الجمود والروتين، توجيهها سيئ، محرومة من سند الرأي العام الضروري، قد تجاوزتها الأحداث، الأمر الذي جعل الاستعمار يطير فرحا ظنا منه أنه قد أحرز أضخم انتصاراته في كفاحه ضد الطليعة الجزائرية. إن المرحلة خطيرة. أمام هذه الوضعية التي يخشى أن يصبح علاجها مستحيلا، رأت مجموعة من الشباب المسؤولين المناضلين الواعين التي جمعت حولها أغلب العناصر التي لا تزال سليمة ومصممة، أن الوقت قد حان لإخراج الحركة الوطنية من المأزق الذي أوقعها فيه صراع الأشخاص والتأثيرات لدفعها إلى المعركة الحقيقية الثورية إلى جانب إخواننا المغاربة والتونسيين. وبهذا الصدد، فإننا نوضح بأننا مستقلون عن الطرفين اللذين يتنازعان السلطة، إن حركتنا قد وضعت المصلحة الوطنية فوق كل الاعتبارات التافهة والمغلوطة لقضية الأشخاص والسمعة، ولذلك فهي موجهة فقط ضد الاستعمار الذي هو العدو الوحيد الأعمى، الذي رفض أمام وسائل الكفاح السلمية أن يمنح أدنى حرية. و نظن أن هذه أسباب كافية لجعل حركتنا التجديدية تظهر تحت اسم : جبهة التحرير الوطني. و هكذا نستخلص من جميع التنازلات المحتملة، ونتيح الفرصة لجميع المواطنين الجزائريين من جميع الطبقات الاجتماعية، وجميع الأحزاب والحركات الجزائرية أن تنضم إلى الكفاح التحرري دون أدنى اعتبار آخر. ولكي نبين بوضوح هدفنا فإننا نسطر فيما يلي الخطوط العريضة لبرنامجنا السياسي. الهدف: الاستقلال الوطني بواسطة: 1 ـ إقامة الدولة الجزائرية الديمقراطية الاجتماعية ذات السيادة ضمن إطار المبادئ الإسلامية. 2 ـ احترام جميع الحريات الأساسية دون تمييز عرقي أو ديني. الأهداف الداخلية: 1 ـ التطهير السياسي بإعادة الحركة الوطنية إلى نهجها الحقيقي والقضاء على جميع مخلفات الفساد وروح الإصلاح التي كانت عاملا هاما في تخلفنا الحالي. 2 ـ تجميع وتنظيم جميع الطاقات السليمة لدى الشعب الجزائري لتصفية النظام الاستعماري. الأهداف الخارجية: 1 ـ تدويل القضية الجزائرية 2 ـ تحقيق وحدة شمال إفريقيا في داخل إطارها الطبيعي العربي والإسلامي. 3 ـ في إطار ميثاق الأمم المتحدة نؤكد عطفنا الفعال تجاه جميع الأمم التي تساند قضيتنا التحريرية. وسائل الكفاح: انسجاما مع المبادئ الثورية، واعتبارا للأوضاع الداخلية والخارجية، فإننا سنواصل الكفاح بجميع الوسائل حتى تحقيق هدفنا. إن جبهة التحرير الوطني، لكي تحقق هدفها يجب عليها أن تنجز مهمتين أساسيتين في وقت واحد وهما: العمل الداخلي سواء في الميدان السياسي أو في ميدان العمل المحض، والعمل في الخارج لجعل القضية الجزائرية حقيقة واقعة في العالم كله، وذلك بمساندة كل حلفائنا الطبيعيين. إن هذه مهمة شاقة ثقيلة العبء، وتتطلب كل القوى وتعبئة كل الموارد الوطنية، وحقيقة إن الكفاح سيكون طويلا ولكن النصر محقق. وفي الأخير، وتحاشيا للتأويلات الخاطئة وللتدليل على رغبتنا الحقيقة في السلم، وتحديدا للخسائر البشرية وإراقة الدماء، فقد أعددنا للسلطات الفرنسية وثيقة مشرفة للمناقشة، إذا كانت هذه السلطات تحدوها النية الطيبة، وتعترف نهائيا للشعوب التي تستعمرها بحقها في تقرير مصيرها بنفسها. 1 - الاعتراف بالجنسية الجزائرية بطريقة علنية ورسمية، ملغية بذلك كل الأقاويل والقرارات والقوانين التي تجعل من الجزائر أرضا فرنسية رغم التاريخ والجغرافيا واللغة والدين والعادات للشعب الجزائري. 2 - فتح مفاوضات مع الممثلين المفوضين من طرف الشعب الجزائري على أسس الاعتراف بالسيادة الجزائرية وحدة لا تتجزأ. 3 - خلق جو من الثقة وذلك بإطلاق سراح جميع المعتقلين السياسيين ورفع الإجراءات الخاصة وإيقاف كل مطاردة ضد القوات المكافحة. وفي المقابل: 1 - فإن المصالح الفرنسية، ثقافية كانت أو اقتصادية والمحصل عليها بنزاهة، ستحترم وكذلك الأمر بالنسبة للأشخاص والعائلات. 2 - جميع الفرنسيين الذين يرغبون في البقاء بالجزائر يكون لهم الاختيار بين جنسيتهم الأصلية ويعتبرون بذلك كأجانب تجاه القوانين السارية أو يختارون الجنسية الجزائرية وفي هذه الحالة يعتبرون كجزائريين بما لهم من حقوق وما عليهم من واجبات. 3 - تحدد الروابط بين فرنسا والجزائر وتكون موضوع اتفاق بين القوتين الاثنتين على أساس المساواة والاحترام المتبادل. أيها الجزائري، إننا ندعوك لتبارك هذه الوثيقة، وواجبك هو أن تنضم لإنقاذ بلدنا والعمل على أن نسترجع له حريته، إن جبهة التحرير الوطني هي جبهتك، وانتصارها هو انتصارك. أما نحن، العازمون على مواصلة الكفاح، الواثقون من مشاعرك المناهضة للإمبريالية، فإننا نقدم للوطن أنفس ما نملك. | “ |
|   | — فاتح نوفمبر 1954 الأمانة الوطنية |   |

## وصلات خارجية
- بيان 1 نوفمبر 1954 (الموقع الرسمي للرئاسة)
- بيان أول نوفمبر 1954 (وزارة الاتصال).